# 銳咐硬蜱
銳咐硬蜱（学名：Ixodes acutitarsus）为硬蜱科硬蜱屬下的一个种。